# ثمن الحب (مسلسل)
ثمن الحب (بالتركية: Aşkın Bedeli)‏ مسلسل تركي من بطولة كل من زينب ايديمير، اردا اوزيري، دينيز بولشيك وعلي ميرت يافوزكان. عرض في التاسع من سبتمبر 2013 على قناة ستار تيفي و قد عرض سابقا مدبلجا للهجة المغربية على قناة دوزيم.

## القصة المختصرة
تتحدث قصة المسلسل عن رهف زوجة رجل الأعمال فراز أو فراس خزندار، التي تتعرض لانحال شخصيتها من طرف أختها التوأم سيرين .
تقوم سيرين بحرق رهف، لينقذها الدكتور الأرمل ألبير ويعير ملامح وجهها بعملية تجميلية ليجعلها تشبه زوجته زينب، فيساعدها على الدخول إلى بيت السيد ممتاز خازنادار (أب فراس) فتشتغل كمربية لإبنها، لتضل قريبة من عائلتها وأيضا للانتقام من سيرين وإنقاذ عائلتها، وتضل علاقتها مع الخالة خيرية (خاذمة المنزل) جيدة.

## البث
- الجدول التالي يبين القنوات التي عرض فيها المسلسل:

| الدولة | العنوان المحلي | القناة    | تاريخ البث     |
| ------ | -------------- | --------- | -------------- |
| تركيا  | Aşkın Bedeli   | ستار تيفي | 9 سبتمبر 2013  |
| المغرب | ثمن الحب       | دوزيم     | 23 دبسمبر 2014 |